# Giancarlo Maroni
Pour les articles homonymes, voir Maroni.
Giancarlo Maroni, baptisé Giovanni Maroni, né le 5 août 1893 à Arco et mort le 2 janvier 1952 à Gardone Riviera, est un architecte italien. Il contribue à la reconstruction et au réaménagement de Riva del Garda après la Première Guerre mondiale. Le Vittoriale degli italiani à Gardone Riviera, l'ancienne résidence du poète Gabriele D'Annunzio (1863-1938), est créé sous sa direction.

## Biographie
Giancarlo Maroni étudie de 1910 à 1915 à la Scuola Speciale di Architettura dell'Accademia di Belle Arti di Brera à Milan. Parmi ses professeurs figurent notamment l'architecte Gaetano Moretti et le peintre Alcide Davide Campestrini.
En mai 1915, Giancarlo Maroni, citoyen autrichien et irrédentiste, s'engage volontairement, comme ses deux frères Italo et Ruggero, dans les troupes de chasseurs alpins italiens, les Alpini. Après avoir reçu la médaille d'argent de la bravoure à la suite d'une grave blessure sur le mont Pasubio, il est envoyé loin derrière le front après sa guérison jusqu'à la fin de la guerre.
En 1919, Giancarlo Maroni se rend à Riva del Garda, à quelques kilomètres seulement de son lieu de naissance, Arco. Avec son frère, l'ingénieur Ruggero Maroni, il y assume des missions publiques et privées pour réparer les dommages de guerre. Jusqu'en 1924, tous deux travaillent à la Commissione Edilizia del Comune di Riva,l'autorité chargée de la construction, et de 1920 à 1924, Giancarlo Maroni est membre, avec Luigi Pizzini, de la Commissione per il Piano Regolatore, responsable du plan d'aménagement et du développement urbain.
En 1921, Gabriele D'Annunzio lui confie la transformation de l'ancienne villa de l'historien de l'art Henry Thode à Cargnacco, un quartier de Gardone Riviera. C'est le début d'une collaboration intensive qui durera jusqu'à la mort du poète en 1938 et qui donnera naissance au Vittoriale degli italiani. Maroni assume de plus en plus, outre le rôle d'architecte, celui de secrétaire et d'administrateur. Durant cette période, il entreprend des voyages à Florence, Bologne, Venise et Pompéi afin de se procurer des objets pour l'aménagement du Vittoriale et de mener des études pour son développement ultérieur. Il est en contact étroit avec des artistes et des artisans comme Guido Cadorin, Pietro Marussig, Renato Brozzi, Giacinto Bardetti, Napoleone Martinuzzi et Pietro Chiesa.
Il vit au Vittoriale jusqu'à sa mort en 1952 et est inhumé dans l'une des arches du mausolée du Vittoriale.